# تصفيات بطولة أوروبا تحت 17 عاما 2017
إن منافسة البطولة الأوروبية التأهيلية تحت سن ال17 الخاصة بالاتحاد الأوروبي لكرة القدم لسنة 2017 كانت بطولة كرة القدم للرجال تحت سن ال17، والتي بدورها حددت الفرق الخمسة عشر التي سوف تنضم إلي كرواتيا التي بدورها تأهلت تلقائيًا كونها البلد المستضيف لي الامم الاوروبيه لكرة القدم تحت سن ال17 لسنة 2017.
شارك ما مجموعه 53 منتخب من أعضاء الاتحاد الأوروبي لكرة القدم في المسابقة التأهيلية. اللاعبون المولدون في 1 يناير 2000 أو بعد ذلك مؤهلون للمشاركة. مدة كل مباراة 80 دقيقة، تتألف من نصفين مدة كل نصف 40 دقيقة مع 15 دقيقة استراحة ما بين الشوطين.

## شكل المنافسات
تتكون المسابقة التأهيلية من جولتين:
- جولة التصفيات: بغض النظر عن ألمانيا التي تحصل على إعفاء تصل به مباشرة إلى دوري النخبة كونها صاحبة أعلي تصنيف وفقًا لمعامل اليويفا، فأما بالنسبة للفرق ال 52 الباقية، يتم تقسيمهم بالقرعة في 13 مجموعة كل مجموعة مكونة من أربعة فرق. يتم لعب كل مجموعة بتنسيق ذهاب وإياب واحد عند أحد الفرق المستضيفة المختارة بعد القرعة. يتأهل إلى دوري النخبة أصحاب المراكز الأولى من ال13 مجموعة، وأصحاب المركز الثاني، والفرق التي تأتي في المركز الثالث وهي أفضل خمس فرق حصدت أفضل تسجيل ضد الفرق التي تأتي في المركز الأول والثاني.
- جولة النخبة: يتم عمل القرعة بين 32 فريق لتقسيمهم في ثماني مجموعات كل مجموعة مكونة من أربعة فرق. يتم لعب كل مجموعة بتنسيق ذهاب وإياب واحد عند أحد الفرق المستضيفة المختارة بعد القرعة. يتأهل إلى البطولة النهائية أصحاب المراكز الأولى من الثماني مجموعات وأصحاب المراكز الثانية الذين حققوا أفضل تسجيل ضد أصحاب المراكز الأولى والثالثة في مجموعتهم.

### نظام كسر التعادل
يتم ترتيب الفرق وفقًا للنقاط (3 نقاط للفوز، نقطة واحدة للتعادل، 0 نقطة للخسارة) إذا كان فريقان أو أكثر متساوين في النقاط عند الانتهاء من دورة مصغرة، يتم تطبيق معايير حسم التعادل التالية، بالترتيب المعطى لتحديد التصنيفات (طبقًا للمادتين 14.01 و14.2 من اللوائح).
1. عدد أكبر من النقاط التي تم الحصول عليها في مباريات البطولات المصغرة التي لعبت بين الفرق المعنية؛
2. أفضل فارق أهداف الناتج عن مباريات البطولة المصغرة التي لعبت بين الفرق المعنية؛
3. عدد أكبر من الأهداف المسجلة في البطولة المصغرة التي لعبت بين الفرق المعنية؛
4. إذا، بعد تطبيق المعايير من 1 إلى 3، لاتزال الفرق في مرتبة متساوية، يتم تطبيق المعايير من 1 إلى 3 حصريًا على مباريات البطولة المصغرة بين الفرق المعنية لتحديد ترتيبها النهائي. إذا لم يؤد هذا الإجراء إلى قرار، تطبق المعايير من 5 إلى 9؛
5. أفضل فارق أهداف في جميع مباريات البطولة المصغرة؛
6. عدد أكبر من الأهداف المسجلة في جميع مباريات البطولة المصغرة؛
7. مجموع نقاط التأديبية الأدنى يبني فقط على البطاقات الصفراء والحمراء الصادرة في مباريات البطولات المصغرة (البطاقة الحمراء = 3 نقاط، البطاقة الصفراء = نقطة واحدة، الطرد مقابل بطاقتين صفراء في مباراة واحدة = 3 نقاط)؛
8. تستخدم المكانة الأعلى في قائمة تصنيف المعامل لقرعة التصفيات؛
9. القرعة.

لتحديد أفضل خمسة فرق في المركز الثالث من جولة التصفيات وأفضل سبع فرق في المركز الثاني من دوري النخبة، يتم استبعاد النتائج ضد الفرق التي تأتي في المركز الرابع. يتم تطبيق المعايير التالية (طبقًا للمواد 15.01 و15.02 و15.03 من اللوائح):
1. عدد أكبر من النقاط؛
2. تفوق فارق الأهداف.
3. عدد أكبر من الأهداف المسجلة؛
4. مجموع النقاط التأديبية الأدنى طبقًا للبطاقات الصفراء والحمراء المستلمة فقط (البطاقة الحمراء = 3 نقاط، البطاقة الصفراء = 1 نقطة، والطرد مقابل بطاقتين صفراء في مباراة واحدة = 3 نقاط)؛
5. تستخدم المكانة الأعلى في قائمة تصنيف المعامل لقرعة التصفيات؛
6. القرعة.

## الجولة التأهيلية

### القرعة
تم إجراء قرعة جولة التصفيات في 3 ديسمبر 2015، الساعة 09:00 وفقًا لتوقيت وسط أوروبا (التوقيت العالمي الموحد +1)، في المقر الرئيسي لليويفا في نيون، سويسرا.
تم تصنيف الفرق حسب تصنيف معاملها، ويتم حسابها بناءً على ما يلي:
- البطولة النهائية وجولة التصفيات لبطولة أوروبا تحت 17 عاما 2013 (جولة التصفيات ودوري النخبة)
- البطولة النهائية وجولة التصفيات لبطولة أوروبا تحت 17 عاما 2014 (جولة التصفيات ودوري النخبة)
- البطولة النهائية وجولة التصفيات لبطولة أوروبا تحت 17 عاما 2015 (جولة التصفيات ودوري النخبة)

تضمنت كل مجموعة فريقين من الوعاء أ وفريقين من الوعاء ب. لأسباب سياسية، إسبانيا وجبل طارق (بسبب الوضع المتنازع عليه لجبل طارق) وأرمينيا وأذربيجان (بسبب الوضع المتنازع عليه لمرتفعات قرة باغ)، وكذلك روسيا وأوكرانيا (بسبب التدخل العسكري الروسي في أوكرانيا)، لا يمكن اقتراعهم في نفس المجموعة.
| الفريق  | Coeff | Rank |
| ------- | ----- | ---- |
| كرواتيا | 8.500 | —    |

| الفريق  | Coeff  | Rank |
| ------- | ------ | ---- |
| ألمانيا | 12.667 | 1    |

| الفريق          | Coeff  | Rank |
| --------------- | ------ | ---- |
| إنجلترا         | 11.667 | 2    |
| هولندا          | 9.667  | 3    |
| البرتغال        | 9.333  | 4    |
| إيطاليا         | 9.167  | 5    |
| روسيا           | 9.167  | 6    |
| فرنسا           | 8.667  | 7    |
| جمهورية التشيك  | 8.500  | 8    |
| النمسا          | 8.500  | 9    |
| إسبانيا         | 8.167  | 10   |
| بولندا          | 8.000  | 11   |
| إسكتلندا        | 8.000  | 12   |
| صربيا           | 7.667  | 13   |
| سويسرا          | 7.667  | 14   |
| بلجيكا          | 6.833  | 15   |
| جمهورية أيرلندا | 6.833  | 16   |
| أوكرانيا        | 6.167  | 17   |
| السويد          | 6.000  | 18   |
| النرويج         | 5.833  | 19   |
| جورجيا          | 5.667  | 20   |
| اليونان         | 5.500  | 21   |
| سلوفينيا        | 5.333  | 22   |
| المجر           | 5.167  | 23   |
| البوسنة والهرسك | 5.000  | 24   |
| بيلاروس         | 4.967  | 25   |
| إسرائيل         | 4.833  | 26   |
| سلوفاكيا        | 4.333  | 27   |

| الفريق           | Coeff | Rank |
| ---------------- | ----- | ---- |
| تركيا            | 4.333 | 28   |
| آيسلندا          | 4.167 | 29   |
| بلغاريا          | 4.000 | 30   |
| رومانيا          | 4.000 | 31   |
| أيرلندا الشمالية | 3.833 | 32   |
| الدنمارك         | 3.333 | 33   |
| ويلز             | 3.167 | 34   |
| ألبانيا          | 3.167 | 35   |
| إستونيا          | 3.167 | 36   |
| فنلندا           | 3.133 | 37   |
| لاتفيا           | 3.000 | 38   |
| مولدوفا          | 2.667 | 39   |
| قبرص             | 2.667 | 40   |
| جزر فارو         | 1.667 | 41   |
| أذربيجان         | 1.500 | 42   |
| لوكسمبورغ        | 1.333 | 43   |
| مقدونيا          | 1.333 | 44   |
| أرمينيا          | 1.000 | 45   |
| ليتوانيا         | 1.000 | 46   |
| الجبل الأسود     | 0.333 | 47   |
| أندورا           | 0.333 | 48   |
| سان مارينو       | 0.333 | 49   |
| جبل طارق         | 0.333 | 50   |
| مالطا            | 0.000 | 51   |
| ليختنشتاين       | 0.000 | 52   |
| كازاخستان        | 0.000 | 53   |

ملاحظات
الفرق المكتوبة بالخط الغامق تأهلت للبطولة النهائية.

### المجموعات
يجب أن تقام الجولة التأهيلية ما بين 1 يوليو ومنتصف نوفمبر 2016.
الأوقات حتى 29 أكتوبر 2016 تحسب طبقًا للتوقيت الصيفي لوسط أوروبا (التوقيت العالمي الموحد +2)، وبعد ذلك تكون طبقًا لتوقيت وسط أوروبا (التوقيت العالمي الموحد +1).

#### المجموعة 1
| م | الفريق          | لعب | ف | ت | خ | أ.له | أ.ع | أ.ف | نقاط | التأهل      |
| - | --------------- | --- | - | - | - | ---- | --- | --- | ---- | ----------- |
| 1 | روسيا           | 3   | 3 | 0 | 0 | 8    | 1   | +7  | 9    | جولة النخبة |
| 2 | البوسنة والهرسك | 3   | 2 | 0 | 1 | 5    | 2   | +3  | 6    | جولة النخبة |
| 3 | لاتفيا          | 3   | 1 | 0 | 2 | 2    | 4   | −2  | 3    |             |
| 4 | مولدوفا (H)     | 3   | 0 | 0 | 3 | 0    | 8   | −8  | 0    |             |

| البوسنة والهرسك                                        | 3–0   | لاتفيا |
| ------------------------------------------------------ | ----- | ------ |
| لوشنيتسكيس 15' (ه.ذ.) · شيكانيتش 49' · فيبس 62' (ه.ذ.) | تقرير |        |

| مولدوفا | 0–5   | روسيا                                                           |
| ------- | ----- | --------------------------------------------------------------- |
|         | تقرير | ميرونوف 2' · أغييف 31'، 63' · كوليسنيتشينكو 58' · كارابوزوف 72' |

| البوسنة والهرسك | 1–0   | مولدوفا |
| --------------- | ----- | ------- |
| عمروفيتش 28'    | تقرير |         |

| روسيا            | 1–0   | لاتفيا |
| ---------------- | ----- | ------ |
| كوليسنيتشينكو 6' | تقرير |        |

| روسيا                           | 2–1   | البوسنة والهرسك |
| ------------------------------- | ----- | --------------- |
| لوباتين 13' · كوليسنيتشينكو 49' | تقرير | شيكانيتش 78'    |

| لاتفيا                     | 2–0   | مولدوفا |
| -------------------------- | ----- | ------- |
| تالبيرغس 4' · تونيشيفس 79' | تقرير |         |

#### المجموعة 2
| م | الفريق          | لعب | ف | ت | خ | أ.له | أ.ع | أ.ف | نقاط | التأهل      |
| - | --------------- | --- | - | - | - | ---- | --- | --- | ---- | ----------- |
| 1 | جمهورية أيرلندا | 3   | 3 | 0 | 0 | 9    | 2   | +7  | 9    | Elite round |
| 2 | اليونان         | 3   | 2 | 0 | 1 | 4    | 1   | +3  | 6    | Elite round |
| 3 | كازاخستان       | 3   | 1 | 0 | 2 | 3    | 4   | −1  | 3    |             |
| 4 | أندورا (H)      | 3   | 0 | 0 | 3 | 1    | 10  | −9  | 0    |             |

| كازاخستان | 0–1   | اليونان        |
| --------- | ----- | -------------- |
|           | تقرير | Tsirigotis 55' |

| جمهورية أيرلندا                                            | 5–1   | أندورا     |
| ---------------------------------------------------------- | ----- | ---------- |
| Roache 37'، 55' · Peppard 53' · Idah 62' · أرون كونولي 79' | تقرير | Torres 78' |

| جمهورية أيرلندا                           | 3–1   | كازاخستان     |
| ----------------------------------------- | ----- | ------------- |
| أرون كونولي 49' · Idah 54'، 80+3' (ركلة.) | تقرير | Kairkenov 55' |

| اليونان                                           | 3–0   | أندورا |
| ------------------------------------------------- | ----- | ------ |
| Meliopoulos 8' · Gkargkalatzidis 13'، 52' (ركلة.) | تقرير |        |

| اليونان | 0–1   | جمهورية أيرلندا |
| ------- | ----- | --------------- |
|         | تقرير | أرون كونولي 21' |

| أندورا | 0–2   | كازاخستان                                        |
| ------ | ----- | ------------------------------------------------ |
|        | تقرير | Zhakipbayev 16' (ركلة.) · يركيبولان سيداخميت 24' |

#### المجموعة 3
| م | الفريق         | لعب | ف | ت | خ | أ.له | أ.ع | أ.ف | نقاط | التأهل      |
| - | -------------- | --- | - | - | - | ---- | --- | --- | ---- | ----------- |
| 1 | سويسرا         | 3   | 2 | 1 | 0 | 8    | 4   | +4  | 7    | Elite round |
| 2 | جزر فارو       | 3   | 1 | 1 | 1 | 4    | 5   | −1  | 4    | Elite round |
| 3 | جمهورية التشيك | 3   | 1 | 1 | 1 | 5    | 5   | 0   | 4    | Elite round |
| 4 | لوكسمبورغ (H)  | 3   | 0 | 1 | 2 | 3    | 6   | −3  | 1    |             |

| سويسرا                                  | 2–1   | لوكسمبورغ   |
| --------------------------------------- | ----- | ----------- |
| روبين ديل كامبو 60' · نيشان بوركارت 68' | تقرير | Delgado 34' |

| جزر فارو                | 2–0   | جمهورية التشيك |
| ----------------------- | ----- | -------------- |
| Giessing 2' · Løkin 45' | تقرير |                |

| سويسرا                                                     | 3–0   | جزر فارو |
| ---------------------------------------------------------- | ----- | -------- |
| لورينزو غونزاليس 6' · نيشان بوركارت 29' · نواه أوكافور 56' | تقرير |          |

| جمهورية التشيك                | 2–0   | لوكسمبورغ |
| ----------------------------- | ----- | --------- |
| Šilhan 25' · Korac 64' (ه.ذ.) | تقرير |           |

| جمهورية التشيك                         | 3–3   | سويسرا                                                 |
| -------------------------------------- | ----- | ------------------------------------------------------ |
| Šilhan 30'، 34' (ركلة.) · Macháček 65' | تقرير | لورينزو غونزاليس 37' · نيشان بوركارت 63' · Suter 80+3' |

| لوكسمبورغ               | 2–2   | جزر فارو            |
| ----------------------- | ----- | ------------------- |
| Schaus 66'، 73' (ركلة.) | تقرير | Jacobsen 40+1'، 57' |

#### المجموعة 4
| م | الفريق      | لعب | ف | ت | خ | أ.له | أ.ع | أ.ف | نقاط | التأهل      |
| - | ----------- | --- | - | - | - | ---- | --- | --- | ---- | ----------- |
| 1 | إيطاليا (H) | 3   | 2 | 1 | 0 | 3    | 0   | +3  | 7    | Elite round |
| 2 | صربيا       | 3   | 2 | 0 | 1 | 5    | 3   | +2  | 6    | Elite round |
| 3 | مقدونيا     | 3   | 1 | 1 | 1 | 3    | 4   | −1  | 4    |             |
| 4 | ألبانيا     | 3   | 0 | 0 | 3 | 1    | 5   | −4  | 0    |             |

#### المجموعة 5
| م | الفريق       | لعب | ف | ت | خ | أ.له | أ.ع | أ.ف | نقاط | التأهل      |
| - | ------------ | --- | - | - | - | ---- | --- | --- | ---- | ----------- |
| 1 | فرنسا        | 3   | 2 | 1 | 0 | 10   | 2   | +8  | 7    | Elite round |
| 2 | سلوفينيا (H) | 3   | 1 | 2 | 0 | 7    | 4   | +3  | 5    | Elite round |
| 3 | الجبل الأسود | 3   | 1 | 1 | 1 | 5    | 5   | 0   | 4    | Elite round |
| 4 | إستونيا      | 3   | 0 | 0 | 3 | 2    | 13  | −11 | 0    |             |

#### المجموعة 6
| م | الفريق      | لعب | ف | ت | خ | أ.له | أ.ع | أ.ف | نقاط | التأهل      |
| - | ----------- | --- | - | - | - | ---- | --- | --- | ---- | ----------- |
| 1 | إنجلترا     | 3   | 3 | 0 | 0 | 8    | 2   | +6  | 9    | Elite round |
| 2 | النمسا      | 3   | 2 | 0 | 1 | 7    | 5   | +2  | 6    | Elite round |
| 3 | أذربيجان    | 3   | 1 | 0 | 2 | 2    | 5   | −3  | 3    |             |
| 4 | رومانيا (H) | 3   | 0 | 0 | 3 | 1    | 6   | −5  | 0    |             |

#### المجموعة 7
| م | الفريق     | لعب | ف | ت | خ | أ.له | أ.ع | أ.ف | نقاط | التأهل      |
| - | ---------- | --- | - | - | - | ---- | --- | --- | ---- | ----------- |
| 1 | هولندا     | 3   | 3 | 0 | 0 | 15   | 0   | +15 | 9    | Elite round |
| 2 | المجر (H)  | 3   | 2 | 0 | 1 | 6    | 5   | +1  | 6    | Elite round |
| 3 | الدنمارك   | 3   | 1 | 0 | 2 | 12   | 5   | +7  | 3    |             |
| 4 | ليختنشتاين | 3   | 0 | 0 | 3 | 0    | 23  | −23 | 0    |             |

#### المجموعة 8
| م | الفريق     | لعب | ف | ت | خ | أ.له | أ.ع | أ.ف | نقاط | التأهل      |
| - | ---------- | --- | - | - | - | ---- | --- | --- | ---- | ----------- |
| 1 | السويد     | 3   | 3 | 0 | 0 | 12   | 1   | +11 | 9    | Elite round |
| 2 | فنلندا (H) | 3   | 2 | 0 | 1 | 3    | 5   | −2  | 6    | Elite round |
| 3 | بلغاريا    | 3   | 1 | 0 | 2 | 2    | 4   | −2  | 3    |             |
| 4 | جورجيا     | 3   | 0 | 0 | 3 | 0    | 7   | −7  | 0    |             |

#### المجموعة 9
| م | الفريق               | لعب | ف | ت | خ | أ.له | أ.ع | أ.ف | نقاط | التأهل      |
| - | -------------------- | --- | - | - | - | ---- | --- | --- | ---- | ----------- |
| 1 | إسبانيا              | 3   | 3 | 0 | 0 | 13   | 0   | +13 | 9    | Elite round |
| 2 | سلوفاكيا             | 3   | 2 | 0 | 1 | 8    | 9   | −1  | 6    | Elite round |
| 3 | أيرلندا الشمالية (H) | 3   | 1 | 0 | 2 | 5    | 9   | −4  | 3    |             |
| 4 | سان مارينو           | 3   | 0 | 0 | 3 | 1    | 9   | −8  | 0    |             |

#### المجموعة 10
| م | الفريق       | لعب | ف | ت | خ | أ.له | أ.ع | أ.ف | نقاط | التأهل      |
| - | ------------ | --- | - | - | - | ---- | --- | --- | ---- | ----------- |
| 1 | إسكتلندا     | 3   | 3 | 0 | 0 | 8    | 0   | +8  | 9    | Elite round |
| 2 | البرتغال (H) | 3   | 2 | 0 | 1 | 7    | 1   | +6  | 6    | Elite round |
| 3 | ويلز         | 3   | 1 | 0 | 2 | 3    | 3   | 0   | 3    |             |
| 4 | مالطا        | 3   | 0 | 0 | 3 | 0    | 14  | −14 | 0    |             |

#### المجموعة 11
| م | الفريق   | لعب | ف | ت | خ | أ.له | أ.ع | أ.ف | نقاط | التأهل      |
| - | -------- | --- | - | - | - | ---- | --- | --- | ---- | ----------- |
| 1 | قبرص (H) | 3   | 3 | 0 | 0 | 4    | 0   | +4  | 9    | Elite round |
| 2 | بيلاروس  | 3   | 1 | 1 | 1 | 3    | 2   | +1  | 4    | Elite round |
| 3 | بلجيكا   | 3   | 1 | 1 | 1 | 2    | 1   | +1  | 4    | Elite round |
| 4 | جبل طارق | 3   | 0 | 0 | 3 | 1    | 7   | −6  | 0    |             |

#### المجموعة 12
| م | الفريق      | لعب | ف | ت | خ | أ.له | أ.ع | أ.ف | نقاط | التأهل      |
| - | ----------- | --- | - | - | - | ---- | --- | --- | ---- | ----------- |
| 1 | إسرائيل (H) | 3   | 3 | 0 | 0 | 7    | 1   | +6  | 9    | Elite round |
| 2 | بولندا      | 3   | 1 | 1 | 1 | 4    | 4   | 0   | 4    | Elite round |
| 3 | أرمينيا     | 3   | 1 | 1 | 1 | 4    | 5   | −1  | 4    | Elite round |
| 4 | آيسلندا     | 3   | 0 | 0 | 3 | 2    | 7   | −5  | 0    |             |

#### المجموعة 13
| م | الفريق       | لعب | ف | ت | خ | أ.له | أ.ع | أ.ف | نقاط | التأهل      |
| - | ------------ | --- | - | - | - | ---- | --- | --- | ---- | ----------- |
| 1 | تركيا        | 3   | 3 | 0 | 0 | 4    | 0   | +4  | 9    | Elite round |
| 2 | النرويج      | 3   | 1 | 1 | 1 | 4    | 5   | −1  | 4    | Elite round |
| 3 | أوكرانيا     | 3   | 0 | 2 | 1 | 3    | 4   | −1  | 2    | Elite round |
| 4 | ليتوانيا (H) | 3   | 0 | 1 | 2 | 2    | 4   | −2  | 1    |             |

### تصنيف الفرق التي تأتي في المركز الثالث
لتحديد أفضل خمسة فرق التي تأتي في المركز الثالث من جولة التصفيات التي تتأهل إلى دوري النخبة، يؤخذ في الاعتبار فقط نتائج فرق المركز الثالث ضد الفرق الأولى والثانية في مجموعتهم.

## جولة النخبة
يجب أن تقام جولة النخبة بنهاية شهر مارس.

### القرعة
تم إجراء قرعة دوري النخبة في 13 ديسمبر 2016، 11:45 بتوقيت وسط أوروبا (التوقيت العالمي الموحد +1)، في المقر الرئيسي لليويفا في نيون، سويسرا.

## وصلات خارجية
- الموقع الرسمي